# Donatorhalbzelle

Prinzip einer galvanischen Zelle mit einer Ionenbrücke

Die Donatorhalbzelle ist diejenige Halbzelle in einem Galvanischen Element, in der die Oxidation (Elektronen-Abgabe) der reduzierten Form eines Redoxpaares (häufig ein Metall) zur oxidierten Form stattfindet.  Daher auch der Name: Donator bedeutet "Elektronen-Abgeber".
Sie wird mit der Akzeptorhalbzelle mittels einer Salzbrücke (Ionenbrücke) verbunden. Die Folge ist, dass sich die Metallatome der Elektrode der Donatorhalbzelle zu positiv geladenen Ionen umwandeln und die Elektrode sich allmählich auflöst.
In der Chemie werden 
- positiv geladene Ionen Kationen genannt, denn sie wandern in einem elektrischen Feld als Ionenstrom zur Kathode („Minuspol“ des Feldes)
- negativ geladene Anionen genannt, denn sie wandern in einem elektrischen Feld als Ionenstrom zur Anode („Pluspol“ des Feldes).

In einem Lösungsmittel bildet sich um das Ion eine Solvathülle.
Die Stärke eines Oxidationsmittels kann durch Messung der Potentialdifferenz zu einer Referenzelektrode gemessen werden. In einem Galvanischen Element ist immer die Halbzelle mit dem negativeren Normalpotential die Donatorhalbzelle.
In einem Daniell-Element ist die Halbzelle mit der Zinkelektrode die Donatorhalbzelle, Zink wird zu Zinkionen oxidiert.
In einer Wasserstoff-Brennstoffzelle ist Wasserstoff der Donator, er wird unter Elektronenabgabe zu Wasserstoffionen oxidiert.